# Hilmi Hatibović
Hilmi-efendija (ev. Hilmija) Hatibović (1870 Jezero, okres Jajce, Osmanská říše – 17. března 1944 Sarajevo, Nezávislý stát Chorvatsko) byl bosenskohercegovský šarí‘atský soudce bosňáckého původu.

## Životopis
Základy v islámských vědách získal v Glamoči, roku 1889 dokončil medresu v Istanbulu. Po návratu do vlasti absolvoval sarajevskou Šarí‘atskou soudní školu (1889–1894). Nato působil jako justiční čekatel na místo šarí‘atského soudce v Mostaru-venkov (od 1897 jako řádný soudce). Od roku 1901 působil u soudu v Sarajevu.
Soudce byl rovněž aktivní v muslimské vzdělávacím spolku Gajret (Úsilí). Mezi lety 1910 a 1911 byl jeho předsedou.
Roku 1928 byl zvolen soudcem Vrchního šarí‘atského soudu. Na tomto místě byl potvrzen i roku 1930, kdy došlo k reorganizaci Islámského společenství v Bosně a Hercegovině, resp. zrušení jeho autonomie a vzniku jednotné jugoslávské islámské obce s centrem v Bělehradě. Roku 1936, kdy došlo k obnovení samosprávy bosenskohercegovského islámského společenství, byl penzionován.
Zádušní mše za zemřelého, uspořádaná v sarajevské Gazi Husrev-begově mešitě, a uložení tělesných ostatků na hřbitově Grličića brdo se uskutečnily 18. března 1944.